# Julien-Michel Menant
Julien-Michel Menant né le 12 août 1880 à Château et mort pour la France le 22 mai 1915 à Neuville-Saint-Vaast est un sculpteur français.

## Biographie

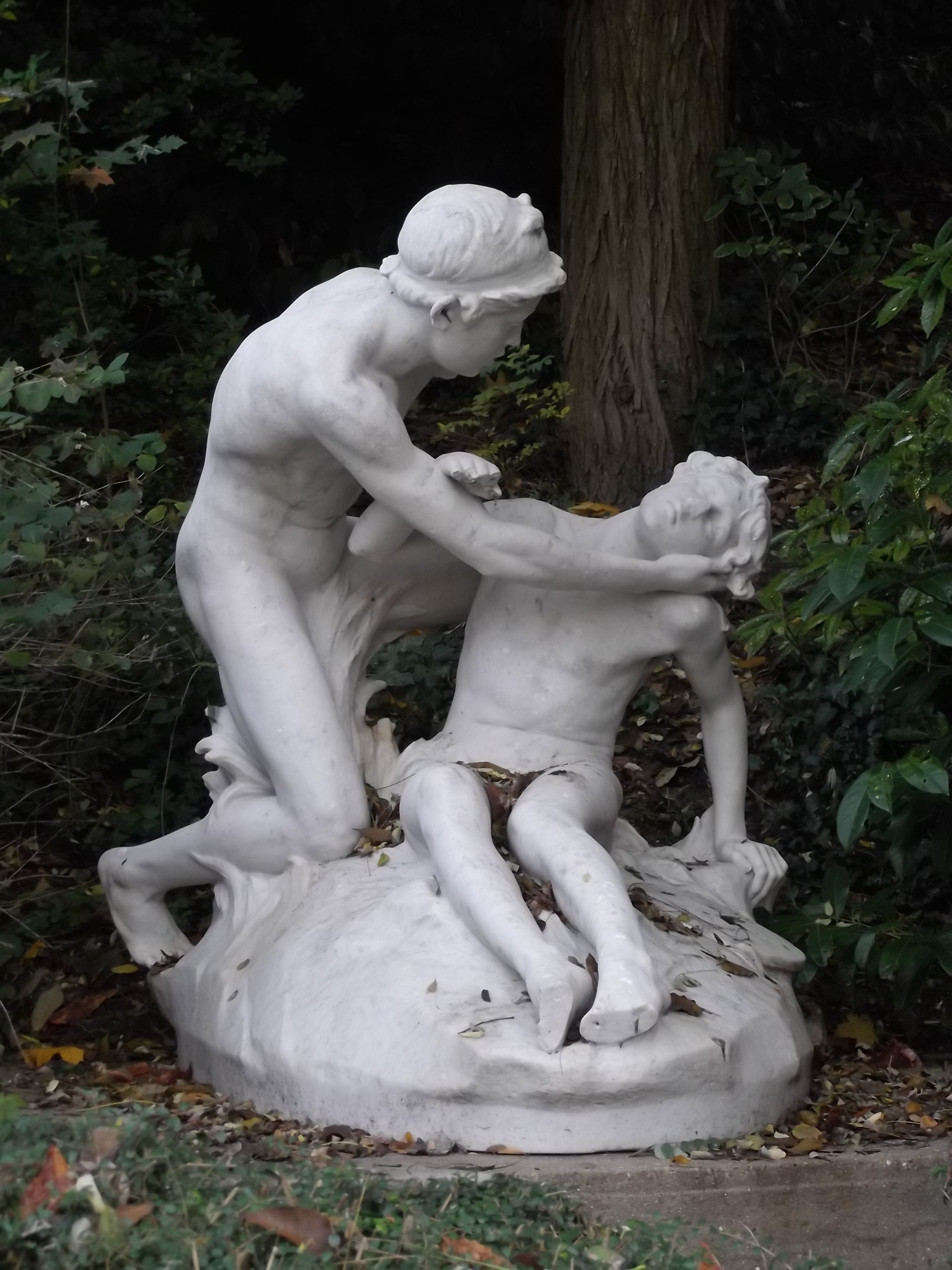
Apollon secourant Hyacinthe, Issy-les-Moulineaux, parc municipal Henri-Barbusse.

Julien-Michel Menant naît le 12 août 1880 à Château en Saône-et-Loire, où son père est agent de change.
Après des études secondaires au collège de Juilly, il est admis à l’École nationale supérieure des beaux-arts de Paris où il est élève de Jules Coutan et de Louis-Ernest Barrias.
Après une première tentative infructueuse en 1908, il obtient, en 1909, le deuxième second grand prix de Rome,.
Le 17 juin 1911, à l’église Saint-François-Xavier à Paris, il épouse Germaine Coutan, la fille de Jules Coutan.
Il est mort pour la France le 22 mai 1915 à Neuville-Saint-Vaast durant la Première Guerre mondiale et est inhumé en 1920 à Paris au cimetière du Père-Lachaise (26e division).

## Œuvres
- Vénus sauve Hélène de la mort, 1909, bas-relief en plâtre, musée de Mâcon, musée des Ursulines[5].
- Apollon secourant Hyacinthe, statue en marbre blanc, Issy-les-Moulineaux, parc Henri Barbusse.